# ماب دیپ
ماب دیپ (انگلیسی: Mobb Deep) یک گروه دونفره هیپ هاپ آمریکایی در کویینز، نیویورک بود که در سال ۱۹۹۱ شکل گرفت و متشکل از پرادیجی و هاوک بود. این گروه یکی از «تحسین‌شده‌ترین گروه‌های هیپ هاپ هاردکور ایست کوست از سوی منتقدان» است. ماب دیپ به یکی از موفق‌ترین گروه‌های دونفره رپ در هیپ هاپ تبدیل شده و بیش از سه میلیون نسخه فروش کرده است. The Infamous (بدنام) (۱۹۹۵)، Hell on Earth (جهنم روی زمین) (۱۹۹۶) و Murda Muzik (آهنگ قتل) (۱۹۹۹)، سه آلبوم مشهور از آنها هستند و موفق‌ترین تک‌آهنگ های آنان "Shook Ones, Part II" و "Survival of the Fittest" بودند. آنها برای دلیوری تاریک و هاردکور خود مشهور بودند.
این گروه در سال ۲۰۱۲ برای مدت کوتاهی از هم پاشید اما آنها دوباره بهم پیوستند. در سال ۲۰۱۷ پرادیجی در سن ۴۲ سالگی بر اثر بیماری قلبی درگذشت. از سال ۲۰۲۳، هاوک هم‌اکنون در حال کار بر روی آلبوم جدید ماب دیپ است.